# بلاندی (فیلم ۱۹۷۵)
«بلاندی» (انگلیسی: Blondie (1975 film)) فیلمی در ژانر است که در سال ۱۹۷۵ منتشر شد. از بازیگران آن می‌توان به راد تیلور و بیبی آندرسون اشاره کرد.